# Keldet
Keldet (tysk: Kehlet) er en lille bebyggelse sydøst for Sillerup Mølle i den nordøstlige del af Haderslev Kommune. Kommunen befinder sig i Region Syddanmark. På den sønderjyske dialekt udtales navnet "kehlet". 
Stedet er opkaldt efter hovedgården Keldet, der efter genforeningen i 1920 blev udstykket til husmandssteder (små landbrugsejendomme). Denne bebyggelsesform er endnu fremherskende i området, omend der i dag kun drives landbrug fra et fåtal af ejendommene.
|  | Denne artikel om lokaliteten Keldet kan blive bedre, hvis der indsættes et (bedre) billede. Du kan hjælpe ved at afsøge Wikimedia Commons for et passende billede eller lægge et op på Wikimedia Commons med en af de tilladte licenser og indsætte det i artiklen. |

55°18′15″N 9°35′6″Ø / 55.30417°N 9.58500°Ø